# Lijst van voetbalinterlands Ierland - Zwitserland
Deze lijst van voetbalinterlands is een overzicht van alle officiële voetbalwedstrijden tussen de nationale teams van Ierland en Zwitserland. De landen speelden tot op heden negentien keer tegen elkaar. De eerste ontmoeting, een vriendschappelijke wedstrijd, werd gespeeld in Bazel op 5 mei 1935. Het laatste duel, eveneens een vriendschappelijke wedstrijd, vond plaats op 26 maart 2024 in Dublin.

## Wedstrijden
| №  | Plaats | Datum             | Competitie           | Wedstrijd                     | Uitslag |
| -- | ------ | ----------------- | -------------------- | ----------------------------- | ------- |
| 1  | Bazel  | 5 mei 1935        | Vriendschappelijk    | Zwitserland – Ierse Vrijstaat | 1 – 0   |
| 2  | Dublin | 17 maart 1936     | Vriendschappelijk    | Ierse Vrijstaat – Zwitserland | 1 – 0   |
| 3  | Bern   | 17 mei 1937       | Vriendschappelijk    | Zwitserland – Ierse Vrijstaat | 0 – 1   |
| 4  | Dublin | 18 september 1938 | Vriendschappelijk    | Ierland – Zwitserland         | 4 – 0   |
| 5  | Dublin | 5 december 1948   | Vriendschappelijk    | Ierland – Zwitserland         | 0 – 1   |
| 6  | Bern   | 21 mei 1975       | EK 1976 kwalificatie | Zwitserland – Ierland         | 1 – 0   |
| 7  | Dublin | 10 mei 1976       | EK 1976 kwalificatie | Ierland – Zwitserland         | 2 – 1   |
| 8  | Dublin | 30 april 1980     | Vriendschappelijk    | Ierland – Zwitserland         | 2 – 0   |
| 9  | Dublin | 2 juni 1985       | WK 1986 kwalificatie | Ierland – Zwitserland         | 3 – 0   |
| 10 | Bern   | 11 september 1985 | WK 1986 kwalificatie | Zwitserland – Ierland         | 0 – 0   |
| 11 | Dublin | 25 maart 1992     | Vriendschappelijk    | Ierland – Zwitserland         | 2 – 1   |
| 12 | Dublin | 16 oktober 2002   | EK 2004 kwalificatie | Ierland – Zwitserland         | 1 – 2   |
| 13 | Bazel  | 11 oktober 2003   | EK 2004 kwalificatie | Zwitserland – Ierland         | 2 – 0   |
| 14 | Bazel  | 8 september 2004  | WK 2006 kwalificatie | Zwitserland – Ierland         | 1 – 1   |
| 15 | Dublin | 12 oktober 2005   | WK 2006 kwalificatie | Ierland – Zwitserland         | 0 – 0   |
| 16 | Dublin | 25 maart 2016     | Vriendschappelijk    | Ierland – Zwitserland         | 1 – 0   |
| 17 | Dublin | 5 september 2019  | EK 2020 kwalificatie | Ierland – Zwitserland         | 1 – 1   |
| 18 | Genève | 15 oktober 2019   | EK 2020 kwalificatie | Zwitserland − Ierland         | 2 − 0   |
| 19 | Dublin | 26 maart 2024     | Vriendschappelijk    | Ierland – Zwitserland         | 0 – 1   |

## Samenvatting
| Competitie        | Totaal gespeeld | Winst Ierland | Gelijk | Winst Zwitserland | Doelsaldo Ierland – Zwitserland |
| ----------------- | --------------- | ------------- | ------ | ----------------- | ------------------------------- |
| WK-kwalificatie   | 4               | 1             | 3      | 0                 | 4 − 1                           |
| EK-kwalificatie   | 6               | 1             | 1      | 4                 | 4 − 9                           |
| Vriendschappelijk | 9               | 6             | 0      | 3                 | 11 − 4                          |
| Totaal            | 19              | 8             | 4      | 7                 | 19 − 14                         |

## Details

### Achtste ontmoeting
| Vriendschappelijk (Dublin, Ierland, 30 april 1980):                                              |       |             |
| Ierland                                                                                          | 2 – 0 | Zwitserland |
| Don Givens 12' Gerry Daly 41'                                                                    | goals |             |
| - Devuut van Kevin Moran (Manchester United) en Gary Waddock (Queens Park Rangers) voor Ierland. |       |             |

### Negende ontmoeting
| WK 1986 kwalificatie (Dublin, Ierland, 2 juni 1985):  |       |             |
| Ierland                                               | 3 – 0 | Zwitserland |
| Frank Stapleton 7' Tony Grealish 33' Kevin Sheedy 57' | goals |             |

### Tiende ontmoeting
| WK 1986 kwalificatie (Bern, Zwitserland, 11 september 1985): |       |         |
| Zwitserland                                                  | 0 – 0 | Ierland |

### Twaalfde ontmoeting
| EK 2004 kwalificatie (Dublin, Ierland, 16 oktober 2002):                                                 |       |                                     |
| Ierland                                                                                                  | 1 – 2 | Zwitserland                         |
| Ian Harte 78'                                                                                            | goals | 45' Hakan Yakin 87' Fabio Celestini |
| - Eerste nederlaag voor Ierland in achttien thuiswedstrijden onder leiding van bondscoach Mick McCarthy. |       |                                     |

### Vijftiende ontmoeting
| WK 2006 kwalificatie (Dublin, Ierland, 12 oktober 2005): |       |             |
| Ierland                                                  | 0 – 0 | Zwitserland |

FAI · A-internationals · Bondscoaches · Statistieken · Iers vrouwenelftal · Olympisch elftal · Ierland U21 · Ierland U20 · Ierland U19 · Ierland U18 · Ierland U17 · Ierland U16 · Vrouwen U17
1924 – 1929 ·
1930 – 1939 ·
1940 – 1949 ·
1950 – 1959 ·
1960 – 1969 ·
1970 – 1979 ·
1980 – 1989 ·
1990 – 1999 ·
2000 – 2009 ·
2010 – 2019 ·
2020 − 2029
EK 1988 · 
EK 2012 · 
EK 2016
WK 1990 · 
WK 1994 · 
WK 2002
1924 · 
1925 · 
1926 · 
1927 · 
1928 · 
1929 · 
1930 · 
1931 · 
1932 · 
1933 · 
1934 · 
1935 · 
1936 · 
1937 · 
1938 · 
1939 · 
1940 · 1941 · 1942 · 1943 · 1944 · 1945 · 
1946 · 
1947 · 
1948 · 
1949 · 
1950 · 
1951 · 
1952 · 
1953 · 
1954 · 
1955 · 
1956 · 
1957 · 
1958 · 
1959 · 
1960 · 
1961 · 
1962 · 
1963 · 
1964 · 
1965 · 
1966 · 
1967 · 
1968 · 
1969 · 
1970 · 
1971 · 
1972 · 
1973 · 
1974 · 
1975 · 
1976 · 
1977 · 
1978 · 
1979 · 
1980 · 
1981 · 
1982 · 
1983 · 
1984 · 
1985 · 
1986 · 
1987 · 
1988 · 
1989 · 
1990 · 
1991 · 
1992 · 
1993 · 
1994 · 
1995 · 
1996 · 
1997 · 
1998 · 
1999 · 
2000 · 
2001 · 
2002 · 
2003 · 
2004 · 
2005 · 
2006 · 
2007 · 
2008 · 
2009 · 
2010 · 
2011 · 
2012 · 
2013 · 
2014 · 
2015 ·
2016 ·
2017 ·
2018 ·
2019 ·
2020 ·
2021
Albanië ·
Algerije ·
Andorra ·
Argentinië ·
Armenië ·
Australië ·
Azerbeidzjan ·
België ·
Bolivia ·
Bosnië en Herzegovina ·
Brazilië ·
Bulgarije ·
Canada ·
Chili ·
China ·
Colombia ·
Costa Rica ·
Cyprus ·
Denemarken ·
Duitsland ·
Ecuador ·
Egypte ·
Engeland ·
Estland ·
Faeröer ·
Finland ·
Frankrijk ·
Georgië ·
Gibraltar ·
Griekenland ·
Hongarije ·
IJsland ·
Iran ·
Israël ·
Italië ·
Jamaica ·
Joegoslavië ·
Kameroen ·
Kazachstan ·
Kroatië ·
Letland ·
Liechtenstein ·
Litouwen ·
Luxemburg ·
Malta ·
Marokko ·
Mexico ·
Moldavië ·
Montenegro ·
Nederland ·
Nieuw-Zeeland ·
Nigeria ·
Noord-Ierland ·
Noord-Macedonië ·
Noorwegen ·
Oekraïne ·
Oman ·
Oostenrijk ·
Paraguay ·
Polen ·
Portugal ·
Qatar ·
Roemenië ·
Rusland ·
San Marino ·
Saoedi-Arabië ·
Schotland ·
Servië ·
Slowakije ·
Sovjet-Unie ·
Spanje ·
Trinidad en Tobago ·
Tsjechië ·
Tsjecho-Slowakije ·
Tunesië ·
Turkije ·
Uruguay ·
Verenigde Staten ·
Wales ·
Wit-Rusland ·
Zuid-Afrika ·
Zweden ·
Zwitserland
België (2016) · 
Italië (2012) · 
Kroatië (2012) · 
Spanje (2012) · 
Zweden (2016)
SFV · A-internationals · Selecties · Bondscoaches · Zwitsers vrouwenelftal · Olympisch elftal · Zwitserland U21 · Zwitserland U19 · Zwitserland U18 · Zwitserland U17 · Zwitserland U16 · Vrouwen U17
1905 – 1919 · 
1920 – 1929 · 
1930 – 1939 · 
1940 – 1949 · 
1950 – 1959 · 
1960 – 1969 · 
1970 – 1979 · 
1980 – 1989 · 
1990 – 1999 · 
2000 – 2009 · 
2010 – 2019 · 
2020 – 2029
EK's: 1996 · 
2004 · 
2008 · 
2016 · 
2020 · 
2024
WK's: 1934 · 
1938 · 
1950 · 
1954 · 
1962 · 
1966 · 
1994 · 
2006 · 
2010 · 
2014 · 
2018 · 
2022
OS: 1924 · 
1928 · 
2012
1905 · 
1906 · 1907 · 
1908 · 
1909 · 
1910 · 
1911 · 
1912 · 
1913 · 
1914 · 
1915 · 
1916 · 
1917 · 
1918 · 
1919 · 
1920 · 
1921 · 
1922 · 
1923 · 
1924 · 
1925 · 
1926 · 
1927 · 
1928 · 
1929 · 
1930 · 
1931 · 
1932 · 
1933 · 
1934 · 
1935 · 
1936 · 
1937 · 
1938 · 
1939 · 
1940 · 
1941 · 
1942 · 
1943 · 
1944 · 
1945 · 
1946 · 
1947 · 
1948 · 
1949 · 
1950 · 
1952 ·
1952 · 
1953 · 
1954 · 
1955 · 
1956 · 
1957 · 
1958 · 
1959 · 
1960 · 
1961 · 
1962 · 
1963 · 
1964 · 
1965 · 
1966 · 
1967 · 
1968 · 
1969 · 
1970 · 
1971 · 
1972 · 
1973 · 
1974 · 
1975 · 
1976 · 
1977 ·
1978 · 
1979 · 
1980 · 
1981 · 
1982 · 
1983 · 
1984 · 
1985 · 
1986 · 
1987 · 
1988 · 
1989 · 
1990 ·
1991 · 
1992 · 
1993 · 
1994 ·
1995 · 
1996 · 
1997 · 
1998 · 
1999 · 
2000 · 
2001 · 
2002 · 
2003 · 
2004 · 
2005 · 
2006 · 
2007 · 
2008 · 
2009 · 
2010 · 
2011 · 
2012 · 
2013 ·
2014 ·
2015 ·
2016 ·
2017 ·
2018 ·
2019 ·
2020 ·
2021 ·
2022
Albanië ·
Algerije · 
Andorra · 
Argentinië ·
Australië ·
Azerbeidzjan ·
België ·
Bolivia ·
Bosnië en Herzegovina ·
Brazilië ·
Bulgarije ·
Canada ·
Chili ·
China ·
Colombia ·
Costa Rica ·
Cyprus ·
Denemarken ·
DDR ·
Duitsland ·
Ecuador ·
Egypte ·
Engeland · 
Estland ·
Faeröer ·
Finland ·
Frankrijk ·
Georgië ·
Ghana ·
Gibraltar ·
Griekenland ·
Honduras ·
Hongarije ·
Hongkong ·
Ierland ·
IJsland ·
Israël ·
Italië ·
Ivoorkust ·
Jamaica ·
Japan ·
Joegoslavië ·
Kameroen ·
Kenia ·
Kosovo ·
Kroatië ·
Letland ·
Liechtenstein ·
Litouwen ·
Luxemburg ·
Malta ·
Marokko ·
Mexico ·
Moldavië ·
Montenegro ·
Nederland ·
Nigeria ·
Noord-Ierland ·
Noorwegen ·
Oekraïne ·
Oman ·
Oostenrijk ·
Panama ·
Peru ·
Polen ·
Portugal ·
Qatar ·
Roemenië ·
Rusland ·
Saarland ·
San Marino ·
Schotland ·
Servië ·
Slovenië ·
Slowakije ·
Sovjet-Unie · 
Spanje ·
Togo ·
Tsjechië ·
Tsjecho-Slowakije ·
Tunesië ·
Turkije ·
Uruguay ·
Venezuela ·
VA Emiraten ·
Verenigde Staten ·
Wales ·
Wit-Rusland ·
Zimbabwe ·
Zuid-Korea ·
Zweden
Albanië (2016) ·
Argentinië (2014) ·
Brazilië (2018) ·
Chili (2010) ·
Costa Rica (2018) ·
Ecuador (2014) ·
Frankrijk (2006) ·
Frankrijk (2014) ·
Frankrijk (2016) ·
Frankrijk (2021) ·
Honduras (2010) · 
Honduras (2014) · 
Italië (2021) · 
Oekraïne (2006) ·
Portugal (2008)  · 
Portugal (2022) · 
Roemenië (2016) · 
Servië (2018) ·
Spanje (2010) ·
Spanje (2021) ·
Togo (2006) ·
Tsjechië (2008) ·
Turkije (2008) ·
Turkije (2021) ·
Wales (2021) ·
Zuid-Korea (2006) ·
Zweden (2018)